# Tortus iturupensis
Tortus iturupensis är en djurart som tillhör fylumet slemmaskar, och som beskrevs av Korotkevich 1977. Tortus iturupensis ingår i släktet Tortus och familjen Emplectonematidae. Inga underarter finns listade i Catalogue of Life.